# Aleksandras Dambrauskas

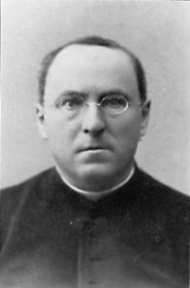
Aleksandras Dambrauskas

Aleksandras Dambrauskas, Pseudonym: Adomas Jakštas (* 8. September 1860 in Kuroniai (Ost-Litauen); † 19. Februar 1938 in Kaunas) war ein litauischer katholischer Theologe. Philosoph, Literaturkritiker und Dichter.

## Leben
Aleksandras Dambrauskas war der erste Litauer, der die Plansprache Esperanto noch im Jahr ihrer Erfindung durch den Augenarzt Ludwik Lejzer Zamenhof 1887 erlernte. Damals studierte er am Seminar in Sankt Petersburg. 1890 verfasste er das erste Lehrbuch über Esperanto für die Litauer. Es erschien in Tilsit und wurde nach Litauen eingeschmuggelt, da das zaristische Russland bis 1904 die Veröffentlichung von auf Litauisch geschriebenen Büchern verbot. In der Folge war Dambrauskas ein Förderer der Verbreitung von Esperanto.
Dambrauskas schrieb auch in russischer, polnischer und lateinischer Sprache. Er verfasste viele Schriften zu Themen auf dem Gebiet der Philosophie (z. B. Malgrandaj Pensoj pri Grandaj Demandoj [d. h. Kleine Gedanken über große Fragen], 1908) Mathematik und Theologie. Ferner war er ein bedeutender Mitarbeiter des Litauischen Almanachs und begann bereits 1893 mit der Abfassung von Lyrik auf Esperanto. Eine Sammlung solcher Gedichte erschien 1905 unter dem Titel Versajareto.
Der samogitische Bischof Pranciškus Karevičius verlieh Dambrauskas 1914 den Titel eines Prälaten. Ab 1926 war Dambrauskas bis zu seinem Tod der Vorsitzende der litauischen katholischen Akademie der Wissenschaften. Der Ehrendoktor-Titel wurde ihm auf Vorschlag der mathematischen und naturwissenschaftlichen Fakultät der Universität von Litauen verliehen. Er wird zu den Erweckern des modernen litauischen Nationalbewusstseins gerechnet.